# 馬斯克丁 (阿拉巴馬州)
馬斯克丁（英語：Muscadine）是一個位於美國阿拉巴馬州克利本縣的非建制地區。該地的面積和人口皆未知。

## 地理
馬斯克丁的座標為33°44′04″N 85°23′10″W / 33.73444°N 85.38611°W，而該地最高點為海拔高度312米（即1024英尺）。